# 28978 Iksion
28978 Iksion (simbol: ) je asteroidno telo Kuiperjevega pasu, odkrito 22. maja 2001. Premer telesa je približno 760 km in srednja polos njegovega tira 39,432 a.e.
Telo so poimenovali po grškem mitološkem kentavru Iksionu.